# Grand Prix automobile de France 1990
GP précédent GP suivant
Le Grand Prix automobile de France 1990 (Rhône-Poulenc Grand Prix de France), disputé sur le circuit Paul-Ricard, au Castellet, le 8 juillet 1990, est la 491e épreuve du championnat du monde de Formule 1 courue depuis 1950 et la septième manche du championnat 1990.

## Classement
| Pos. | No | Pilote             | Écurie            | Tours | Temps/Abandon                      | Grille | Points |
| ---- | -- | ------------------ | ----------------- | ----- | ---------------------------------- | ------ | ------ |
| 1    | 1  | Alain Prost        | Ferrari           | 80    | 1 h 33 min 29 s 606 (195,761 km/h) | 4      | 9      |
| 2    | 16 | Ivan Capelli       | Leyton House-Judd | 80    | + 8 s 626                          | 7      | 6      |
| 3    | 27 | Ayrton Senna       | McLaren-Honda     | 80    | + 11 s 606                         | 3      | 4      |
| 4    | 20 | Nelson Piquet      | Benetton-Ford     | 80    | + 41 s 207                         | 9      | 3      |
| 5    | 28 | Gerhard Berger     | McLaren-Honda     | 80    | + 42 s 219                         | 2      | 2      |
| 6    | 6  | Riccardo Patrese   | Williams-Renault  | 80    | + 1 min 09 s 351                   | 6      | 1      |
| 7    | 30 | Aguri Suzuki       | Lola-Lamborghini  | 79    | + 1 tour                           | 14     |        |
| 8    | 29 | Éric Bernard       | Lola-Lamborghini  | 79    | + 1 tour                           | 11     |        |
| 9    | 26 | Philippe Alliot    | Ligier-Ford       | 79    | + 1 tour                           | 12     |        |
| 10   | 9  | Michele Alboreto   | Arrows-Ford       | 79    | + 1 tour                           | 18     |        |
| 11   | 11 | Derek Warwick      | Lotus-Lamborghini | 79    | + 1 tour                           | 16     |        |
| 12   | 12 | Martin Donnelly    | Lotus-Lamborghini | 79    | + 1 tour                           | 17     |        |
| 13   | 8  | Stefano Modena     | Brabham-Judd      | 78    | + 2 tours                          | 20     |        |
| 14   | 25 | Nicola Larini      | Ligier-Ford       | 78    | + 2 tours                          | 19     |        |
| 15   | 7  | David Brabham      | Brabham-Judd      | 77    | + 3 tours                          | 25     |        |
| 16   | 19 | Alessandro Nannini | Benetton-Ford     | 75    | Panne électrique                   | 5      |        |
| 17   | 18 | Yannick Dalmas     | AGS-Ford          | 75    | + 5 tours                          | 26     |        |
| 18   | 2  | Nigel Mansell      | Ferrari           | 72    | Moteur                             | 1      |        |
| Dsq. | 22 | Andrea De Cesaris  | BMS Dallara-Ford  | 78    | Disqualifié                        | 21     |        |
| Abd. | 3  | Satoru Nakajima    | Tyrrell-Ford      | 63    | Boîte de vitesses                  | 15     |        |
| Abd. | 15 | Mauricio Gugelmin  | Leyton House-Judd | 58    | Moteur                             | 10     |        |
| Abd. | 23 | Pierluigi Martini  | Minardi-Ford      | 40    | Allumage                           | 23     |        |
| Abd. | 4  | Jean Alesi         | Tyrrell-Ford      | 23    | Différentiel                       | 13     |        |
| Abd. | 10 | Alex Caffi         | Arrows-Ford       | 22    | Suspension                         | 22     |        |
| Abd. | 5  | Thierry Boutsen    | Williams-Renault  | 8     | Moteur                             | 8      |        |
| Abd. | 21 | Emanuele Pirro     | BMS Dallara-Ford  | 7     | Sortie de piste                    | 24     |        |
| Nq.  | 24 | Paolo Barilla      | Minardi-Ford      |       | Non qualifié                       |        |        |
| Nq.  | 17 | Gabriele Tarquini  | AGS-Ford          |       | Non qualifié                       |        |        |
| Nq.  | 35 | Gregor Foitek      | Onyx-Ford         |       | Non qualifié                       |        |        |
| Nq.  | 36 | Jyrki Järvilehto   | Onyx-Ford         |       | Non qualifié                       |        |        |
| Npq. | 14 | Olivier Grouillard | Osella-Ford       |       | Non préqualifié                    |        |        |
| Npq. | 33 | Roberto Moreno     | Eurobrun-Judd     |       | Non préqualifié                    |        |        |
| Npq. | 34 | Claudio Langes     | Eurobrun-Judd     |       | Non préqualifié                    |        |        |
| Npq. | 31 | Bertrand Gachot    | Coloni-Subaru     |       | Non préqualifié                    |        |        |
| Npq. | 39 | Bruno Giacomelli   | Life-Rocchi       |       | Non préqualifié                    |        |        |

## Pole position et record du tour
- Pole position : Nigel Mansell en 1 min 04 s 402 (vitesse moyenne : 213,142 km/h).
- Meilleur tour en course : Nigel Mansell en 1 min 08 s 012 au 64e tour (vitesse moyenne : 201,829 km/h).

## Tours en tête
- Gerhard Berger : 27 (1-27)
- Ayrton Senna : 2 (28-29)
- Nigel Mansell : 2 (30-31)
- Riccardo Patrese : 1 (32)
- Ivan Capelli : 45 (33-77)
- Alain Prost : 3 (78-80)

## Statistiques
- 42e victoire pour Alain Prost.
- 100e victoire pour Ferrari en tant que constructeur.
- 100e victoire pour Ferrari en tant que motoriste.
- Unique podium de l'écurie Leyton House.
- Andrea De Cesaris a été disqualifié car sa voiture était au-dessous du poids réglementaire.

## Classements généraux à l'issue de la course
| Pos. | Pilote             | Écurie            | Points |
| ---- | ------------------ | ----------------- | ------ |
| 1    | Ayrton Senna       | McLaren-Honda     | 35     |
| 2    | Alain Prost        | Ferrari           | 32     |
| 3    | Gerhard Berger     | McLaren-Honda     | 25     |
| 4    | Nelson Piquet      | Benetton-Ford     | 16     |
| 5    | Nigel Mansell      | Ferrari           | 13     |
| 6    | Jean Alesi         | Tyrrell-Ford      | 13     |
| 7    | Thierry Boutsen    | Williams-Renault  | 11     |
| 8    | Riccardo Patrese   | Williams-Renault  | 10     |
| 9    | Alessandro Nannini | Benetton-Ford     | 7      |
| 10   | Ivan Capelli       | Leyton House-Judd | 6      |
| 11   | Alex Caffi         | Arrows-Ford       | 2      |
| 12   | Stefano Modena     | Brabham-Judd      | 2      |
| 13   | Derek Warwick      | Lotus-Lamborghini | 1      |
| 14   | Satoru Nakajima    | Tyrrell-Ford      | 1      |
| 15   | Éric Bernard       | Lola-Lamborghini  | 1      |

| Pos. | Écurie            | Points |
| ---- | ----------------- | ------ |
| 1    | McLaren-Honda     | 60     |
| 2    | Ferrari           | 45     |
| 3    | Benetton-Ford     | 23     |
| 4    | Williams-Renault  | 21     |
| 5    | Tyrrell-Ford      | 14     |
| 6    | Leyton House-Judd | 6      |
| 7    | Arrows-Ford       | 2      |
| 8    | Brabham-Judd      | 2      |
| 9    | Lola-Lamborghini  | 1      |
| 10   | Lotus-Lamborghini | 1      |